# William N. Eschmeyer
William Neil Eschmeyer (* 11. Februar 1939 in Knoxville, Tennessee; † 30. Dezember 2024), auch als Bill Eschmeyer bekannt, war ein US-amerikanischer Ichthyologe und Taxonom.

## Leben
Eschmeyer war der Sohn von Reuben William Eschmeyer (1905–1955) und dessen Frau Ruth Elizabeth, geborene Willey. Von 1967 bis 1981 war er mit Lydia Berardelli verheiratet. Aus dieser Ehe gingen zwei Töchter und ein Sohn hervor.
Eschmeyer erhielt 1961 den Bachelor of Science von der University of Michigan. 1964 graduierte er zum Master of Science an der University of Miami, Coral Gables, Florida. 1967 wurde er an derselben Universität zum Ph.D. promoviert. Von 1966 bis 1967 war er Forschungsassistent in Ichthyologie am Institute of Marine Sciences in Miami, Florida. 1967 ging er an die California Academy of Sciences in San Francisco, wo er bis 1969 Assistenzkurator, von 1969 bis 1974 war er stellvertretender Kurator und Vorsitzender der ichthyologen Abteilung, 1974 Kurator, von 1975 bis 1977 Chefkurator, von 1977 bis 1983 Direktor der Forschungsabteilung, ab 1983 leitender Kurator und seit 2004 war er emeritierter Kurator.
Eschmeyer war Mitglied der American Society of Ichthyologists and Herpetologists, Association of Systematics Collections, der California Academy of Sciences, Zeta Psi sowie Berater der National Science Foundation.
Eschmeyers anfänglicher Schwerpunkt lag auf der Taxonomie von Skorpionfischen (Scorpaenidae), Steinfischen (Synanceiidae) und verwandten Familien. In den 1980er Jahren sammelte er taxonomische Daten über Fischarten und -gattungen aus aller Welt und entwickelte dann in Zusammenarbeit mit Ronald Fricke vom Staatlichen Museum für Naturkunde Stuttgart die Online-Datenbank Catalog of Fishes, die ständig weiterentwickelt und aktualisiert wird.
Im Jahr 1990 veröffentlichte er einen Katalog der Gattungen rezenter Fische, der über 10.000 Gattungsnamen enthält. Im Jahr 1998 gab er den 3-bändigen Catalog of Fishes heraus, der die Namen von allen beschriebenen Fischarten und -gattungen sowie einen bibliografischen Teil mit Originalreferenzen zu diesen Taxa enthält. Im selben Jahr wurde – unterstützt von der California Academy of Sciences – eine elektronische Version des Buches als Datenbank aller verfügbaren Fischtaxa zur Verfügung gestellt.
Eschmeyers Arbeit wurde zur Hauptquelle für Datenbanken wie FishBase und das Integrated Taxonomic Information System. In der Datenbank ZooBank bearbeitete Eschmeyer die taxonomischen Daten und das Literaturverzeichnis der Ichthyologie.

## Dedikationsnamen
Nach Eschmeyer sind die Arten Apteronotus eschmeyeri, Eschmeyer nexus, Phenacoscorpius eschmeyeri, Rhinopias eschmeyeri, Scorpaenopsis eschmeyeri und Trachyscorpia eschmeyeri benannt. Die monotypische Art Eschmeyer nexus steht zudem in der monogenerischen Familie Eschmeyeridae, die nahe mit den Steinfischen verwandt ist.